# Ак-Чий (Иссык-Кульская область)
Ак-Чий (кирг. Ак-Чий, до 1993 года — Соколовка) — село в Ак-Суйском районе Иссык-Кульской области Кыргызстана. Административный центр Ак-Чийского аильного округа. Код СОАТЕ — 41702 205 840 01 0.

## Население
По данным переписи 2009 года, в селе проживало 1435 человек.